# Leone Minassian
Leone Minassian (Costantinopoli, 8 maggio 1905 – Venezia, 1978) è stato un pittore, critico d'arte collezionista italiano di origine armena.
È stato uno dei più importanti rappresentanti italiani della pittura astratta del secondo dopoguerra.

## Biografia
Leone Minassian nacque a Costantinopoli, l'odierna Istanbul, da genitori armeni. Con la madre e il fratello fuggì in Italia a causa dell'imminente persecuzione degli armeni in Turchia. Si trasferì quindi a Napoli, dove studiò nello studio del pittore danese Axel Jarl, e poi a Venezia, nella casa dello zio. Nella città lagunare frequentò l'Accademia di Belle Arti e prese lezioni private dal polesano Amedeo Bianchi e dal veneziano Alessandro Milesi.
Nel 1924 iniziò a partecipare alle mostre dedicate ai giovani artisti presso la Fondazione Bevilacqua La Masa, nella sede di Ca' Pesaro, dove, nel 1926, conobbe Giuseppe Santomaso. Nel 1930 prese parte alla XVII Biennale di Venezia. Sarà presente alla Biennale in altre 8 occasioni (1932, 1934, 1936, 1938, 1948, 1950, 1954, 1956).
Nei primi anni della sua attività sperimentò diversi generi pittorici, tutti ispirati alla realtà: nature morte, paesaggi, nudi, ritratti, vedute e scorci di Venezia, temi rustici, realizzati nella maggior parte dei casi durante i soggiorni trascorsi con la famiglia a Trecenta. Fu nel 1945 che si delineò la prima rilevante frattura nel suo stile: il tema prediletto divenne la natura morta, il disegno andò arrotondandosi mentre il colore iniziò ad incupirsi ed intensifica. Fu in questo periodo che iniziò ad interessarsi al futurismo, all'arte di Giorgio de Chirico e anche al surrealismo.
Nel 1947 l’artista iniziò a esporre in mostre personali, attirando l’attenzione della critica fino ad allora poco interessata al suo operato. In questo intenso periodo creativo videro la luce i suoi primi articoli a stampa, improntati alla riflessione sull’arte. Contemporaneamente, nei quadri dell’artista il riferimento naturalistico divenne di sempre più difficile lettura e le forme si avvicinarono gradatamente alla pittura surrealista, grazie anche al maggiore interesse per artisti come Hans Arp, conosciuto nel 1954, Giorgio Morandi e Alberto Viani. L'anno successivo espose alla V Quadriennale di Roma, ripresentandosi poi nel 1955 e nel 1959.
Nel 1953 espose ad Atene e ad Istanbul, nell'ambito delle mostre itineranti organizzate dalla Biennale di Venezia. Partecipò nel 1955 Biennale di San Paolo e l'anno seguente, alla XXVIII Esposizione internazionale d'arte del 1956, gli venne dedicata una sala personale. Nel 1959 fu presente a Documenta 2, a Kassel.
Nel 1963 partecipò alla sesta edizione del Premio di Pittura Mestre, nella sezione “fuori concorso” alla quale furono invitati a partecipare i più celebri artisti dell’epoca, anche di fama internazionale, come Edmondo Bacci, Guido Cadorin, Giuseppe Santomaso ed Emilio Vedova.

## Opere nelle collezioni
- Natura morta, 1928, Galleria internazionale d'arte moderna, Venezia
- Angolo di Trecenta, 1939, Palazzo del Monte di Pietà Nuovo, Padova
- Tre marionette, 1940, Galleria internazionale d'arte moderna, Venezia
- Fantasia n. 1. Natura morta con pesci, 1948, Galleria d'arte moderna Achille Forti, Verona
- Ritmi antropomorfi. Composizione astratta, 1955, Palazzo Dal Pozzo della Cisterna, Torino
- Astratto, 1955, Fondazione Cassamarca, Treviso
- Senza titolo, 1956, Centro Georges Pompidou, Parigi
- Composizione astratta. Espansione di forme, 1956, Galleria internazionale d'arte moderna, Venezia
- Composizione astratta. Metamorfosi, 1958, Galleria internazionale d'arte moderna, Venezia
- Forma in elevazione, 1963, Palazzo Pitti, Firenze
- Forme in movimento, 1968, Fondazione di Venezia, Venezia
- Composizione astratta, 1969, Fondazione Cassamarca, Treviso